# Павлов, Дорджи Антонович
Дорджи Антонович Павлов (1912, Бюдермис-Кебюты, Большедербетовский улус, Ставропольская губерния, Российская империя — 1997, Элиста, Республика Калмыкия, Российская Федерация) — крупнейший учёный-калмыковед, педагог и видный общественный деятель, автор многочисленных трудов по калмыцкому языку.
Доктор филологических наук, профессор.

## Биография
Окончил Саратовский педагогический институт. Участник Великой Отечественной войны. Ещё до войны совместно с Уташем Очировым Д. А. Павловым был издан учебник «Синтаксис калмыцкого языка» для старших классов.
В годы восстановления калмыцкой автономии являлся одним из инициатором создания национальных классов с преподаванием на калмыцком языке, один из организатором первых краткосрочных курсов обучения учителей калмыцкого языка, автор программ, учебных пособий по калмыцкому языку.
Последние 25 лет жизни Дорджи Антонович работал на кафедре калмыцкого языка Калмыцкого государственного университета старшим преподавателем, профессором, заведующим кафедрой (1970—1993). Круг исследований учёного включал фонетику, графику, письменность, диалектологию, лексикологию и лексикографию, историю становления и развития калмыцкого литературного языка и социолингвистику. Профессором Павловым впервые была упорядочена система склонений калмыцкого языка.

## Дети
Сын Павлов Санл Дорджиевич — кандидат физико-математических наук, доцент Калмыцкого государственного университета.
Сын Павлов Савр Дорджиевич — гидрогеолог.

## Труды

### Прижизненные
- Д. А. Павлов. О некоторых фонетических особенностях в калмыцком языке. Издательство восточной литературы, 1960
- Д. А. Павлов. Состав и классификация фонем калмыцкого языка. Кальмгосиздать, 1963. Всего страниц: 105
- Д. А. Павлов. Современный калмыцкий язык: Фонетика и графика. Пособие. Калмиздать, 1968. Всего страниц: 269
- Д. А. Павлов, И. Е. Намсинов. 320 лет старокалмыцкой письменности. Калмыцкий научно-исследовательский институт языка, литературы и истории при Совете Министров Кальмыцкой АССР, 1970 — Всего страниц: 233
- Д. А. Павлов. Исследования по калмыцкому языку и письменности: Докл. об опубл. и вып. работах по калмыц. яз. и письменности, предст. в качестве дис. на соиск. учен. степ. доктора филол. наук. Академия наук КазССР, Институт языкознания АН КазССР, 1971. Всего страниц: 70
- Д. А. Павлов. Орфографический словарь литературного калмыцкого языка. Калмыцкое кн.изд-во, 1973. Всего страниц: 238
- Актуальные проблемы калмыцкой филологии: сборник статей. Д. А. Павлов, Бата Бадмин. Калмыцкий гос. университет, 1979. Всего страниц: 213
- Д. А. Павлов. Фонетика современного калмыцкого языка / Под редакцией Л. В. Бондарко. Калмыцкое книжное изд-во, 1983 — Всего страниц: 207
- Д. А. Павлов, У. У. Очиров, А. П. Романенко. Вопросы калмыцкой филологии: сборник научных трудов. Калмыцкий гос. университет, 1984 — Всего страниц: 166
- Д. А. Павлов. Вопросы истории и строя калмыцкого литературного языка: учебное пособие. Калмыцкий гос. унив., 1994 — Всего страниц: 270